# リトル・ガール・ブルー
「リトル・ガール・ブルー」（"Little Girl Blue"）は、リチャード・ロジャース作曲、ロレンツ・ハート作詞の1935年に発表されたポピュラー音楽の歌。この曲はブロードウェイミュージカル『ジャンボ』でグロリア・グラフトンによってお披露目された。

## 映画での使用
- 1950年 The Jackpot
- 1962年 『ジャンボ』 – 歌：ドリス・デイ
- 1990年 『侍女の物語』
- 2022年 『サントメール ある被告』 – 歌：ニーナ・シモン

## 録音
以下のような、数多くのポピュラーおよびジャズ・アーティストがこの曲を録音している：
- アフガン・ウィッグス - Debonair (1994)[3]
- ルイ・アームストロング – Pops Is Tops-The Verve Studio Albums (2018)[4]
- ナンシー・ウィルソン - Hello Young Lovers (1962)[5]
- ピンキー・ウィンターズ（英語版） – Pinky (1954)[6]
- エテル・エニス（英語版） – Eyes for You (1964)[7]
- アニタ・オデイ – Anita O'Day and Billy May Swing Rodgers and Hart (1960)[8]
- カーペンターズ – 『愛の軌跡〜ラヴラインズ』 (1989)[9]
- ジュディ・ガーランド – 『アローン（英語版）』 (1957)[10]
- レッド・ガーランド – 『ア・ガーランド・オブ・レッド（英語版）』 (Prestige 1956)[11]
- アン・ハンプトン・キャラウェイ – To Ella with Love (1996)[12]
- モーガナ・キング（英語版） - It's a Quiet Thing (1965)[13]
- サム・クック – My Kind of Blues (1961)[14]
- ダイアナ・クラール – From This Moment On (2006)[15]
- グラント・グリーン – 『オレオ（英語版）』、ソニー・クラークとの共演 (1962)[16]
- ローズマリー・クルーニー – Rosemary Clooney Sings Rodgers, Hart & Hammerstein (1990)[17]
- ステイシー・ケント（英語版） – Dreamsville (2001)[18]
- カーリー・サイモン – 『マイ・ロマンス（英語版）』 (1990)[19]
- マチルダ・サンティン・コンボ（英語版） - Hand In Hand (1983)[20]
- ジョニ・ジェイムス（英語版） – Little Girl Blue  (1956)[21]
- ハリー・ジェイムス
- フランク・シナトラ – Songs for Young Lovers (1954)[22]
- ニーナ・シモン （1958年のデビュー・アルバムは、この曲にちなんで『リトル・ガール・ブルー（英語版）』に改題された）[23]
- ミルト・ジャクソン – 『レヴァレンス』 (1993)[24]
- キース・ジャレット – 『スタンダーズ・イン・ノルウェイ（英語版）』 (1995)[25]
- ジャニス・ジョプリン – 『コズミック・ブルースを歌う』 (1969, このバージョンの歌詞は改変されている)[26]
- ドリス・デイ – Billy Rose's Jumbo (1962)[27]
- ポリー・バーゲン – Little Girl Blue (1955)[28]
- ドナルド・バード – 『バード・イン・フライト（英語版）』、"Little Boy Blue"のタイトルで: (Blue Note 1960)[29]
- ジョニー・ハートマン – 『アイ・ソート・アバウト・ユー（英語版）』 (1959)[30]
- エディ・ハリス（英語版） – Exodus to Jazz (1961)[31]
- オスカー・ピーターソン – My Favorite Instrument (solo piano)[32]
- エラ・フィッツジェラルド – Ella Fitzgerald Sings the Rodgers & Hart Song Book (1956)[33]
- フォー・フレッシュメン（英語版） – Love Lost (1959)[34]
- チェット・ベイカー - Chet Baker Meets Space Jazz Trio (1988)[35]
- ザ・ポスタル・サーヴィス (ニーナ・シモン版のリミックス) - Verve Remixed 3 (2005)[36]
- マーガレット・ホワイティング（英語版） – 1947年に短期間チャートインした[37]
- ジェリー・マリガンとジョン・アードレイ（英語版） – California Concerts (1954)[38]
- ローラ・マヴーラ（英語版） – Music from and Inspired by 12 Years a Slave (2013)
- ハンク・モブレー – 『モブレーズ・メッセージ（英語版）』 (Prestige 1956)[39]
- ブレンダ・リー – Reflections in Blue (1964)[40]
- ジョン・ルイス – 『ジョン・ルイス・ピアノ（英語版）』 (1957)[41]
- スー・レイニー（英語版） – Sue Raney, Volume II (2004)[42]
- ダイアナ・ロス – 『タッチ・ミー・イン・ザ・モーニング（英語版） (1973)[43]
- ハイ・ローズ - Now Hear This.[44]
- リンダ・ロンシュタット – 『フォー・センティメンタル・リーズンズ』 (1986)[45]
- サラ・ヴォーン – Sarah Vaughan Sings Broadway: Great Songs from Hit Shows (1958)[46]